# 唐禎
唐禎（1458年—1507年），字原善，號西園，直隸松江府華亭縣人，竈籍，明朝政治人物。

## 生平
成化十九年（1483年）癸卯科應天鄉試第二十名舉人，二十三年（1487年）中式丁未科會試第三百二十一名，三甲第六十七名進士。丁母憂歸里，服闋，授兵部車駕司主事，越一年，丁父憂，服闋，起為禮部儀制司主事，弘治十八年（1505年）升主客司員外郎，改精膳司員外郎，升郎中，正德二年（1507年）卒於官，享年五十。

## 家族
曾祖唐璟；祖父唐玉；父唐墉，母周氏。